# Liste der Monuments historiques in Villotte-devant-Louppy
Die Liste der Monuments historiques in Villotte-devant-Louppy führt die Monuments historiques in der französischen Gemeinde Villotte-devant-Louppy auf.

## Liste der Immobilien
| Bezeichnung          | Beschreibung                                     | Standort                  | Kennzeichnung | Schutzstatus | Datum | Bild           |
| -------------------- | ------------------------------------------------ | ------------------------- | ------------- | ------------ | ----- | -------------- |
| Fontaine de la Vache | mit Trog und gusseiserner Pumpe; bezeichnet 1903 | Grande-Rue (Lage)         | PA00106718    | Inscrit      | 1992  |                |
| Kirche St-Brice      | ab dem 12. Jahrhundert                           | Ruelle de l’Église (Lage) | PA00106679    | Classé       | 1918  | weitere Bilder |

## Liste der Objekte
| Bezeichnung                        | Beschreibung                                                          | Standort                      | Kennzeichnung | Schutzstatus | Datum | Bild |
| ---------------------------------- | --------------------------------------------------------------------- | ----------------------------- | ------------- | ------------ | ----- | ---- |
| Skulptur Johannes der Täufer       | Stein, 18. Jahrhundert                                                | in der Kirche St-Brice (Lage) | PM55000729    | Classé       | 1960  |      |
| Armreliquiar des heiligen Brictius | Eichenholz, Kupfer, bemalt, Ende des 15. Jahrhunderts; 2000 gestohlen | in der Kirche St-Brice (Lage) | PM55001224    | Classé       | 1996  |      |
| Kelchvelum                         | Seide, bestickt, zweite Hälfte des 18. Jahrhunderts; 2000 gestohlen   | in der Kirche St-Brice (Lage) | PM55001225    | Classé       | 1996  |      |
| Sakramentsvelum                    | Seide, bestickt, 19. Jahrhundert; 2000 gestohlen                      | in der Kirche St-Brice (Lage) | PM55002545    | Inscrit      | 1994  |      |
| Konopeum                           | Seide, bestickt, zweite Hälfte des 18. Jahrhunderts                   | in der Kirche St-Brice (Lage) | PM55002741    | Inscrit      | 1994  |      |